# Kolleröd
Kolleröd är en bebyggelse söder om Skalhamn vid stranden av Skagerrak (Malmö fjord) i Lyse socken i Lysekils kommun. Från 2015 avgränsar SCB här en småort.